# M45 Quadmount
La M45 Quadmount era una torretta antiaerea ad azionamento elettrico dotata di 4 mitragliatrici Browning M2HB montate in coppia su ogni lato. Essa fu costruita dalla Maxon Manufacturing Co. di New York per sostituire la precedente M33.

## Sviluppo

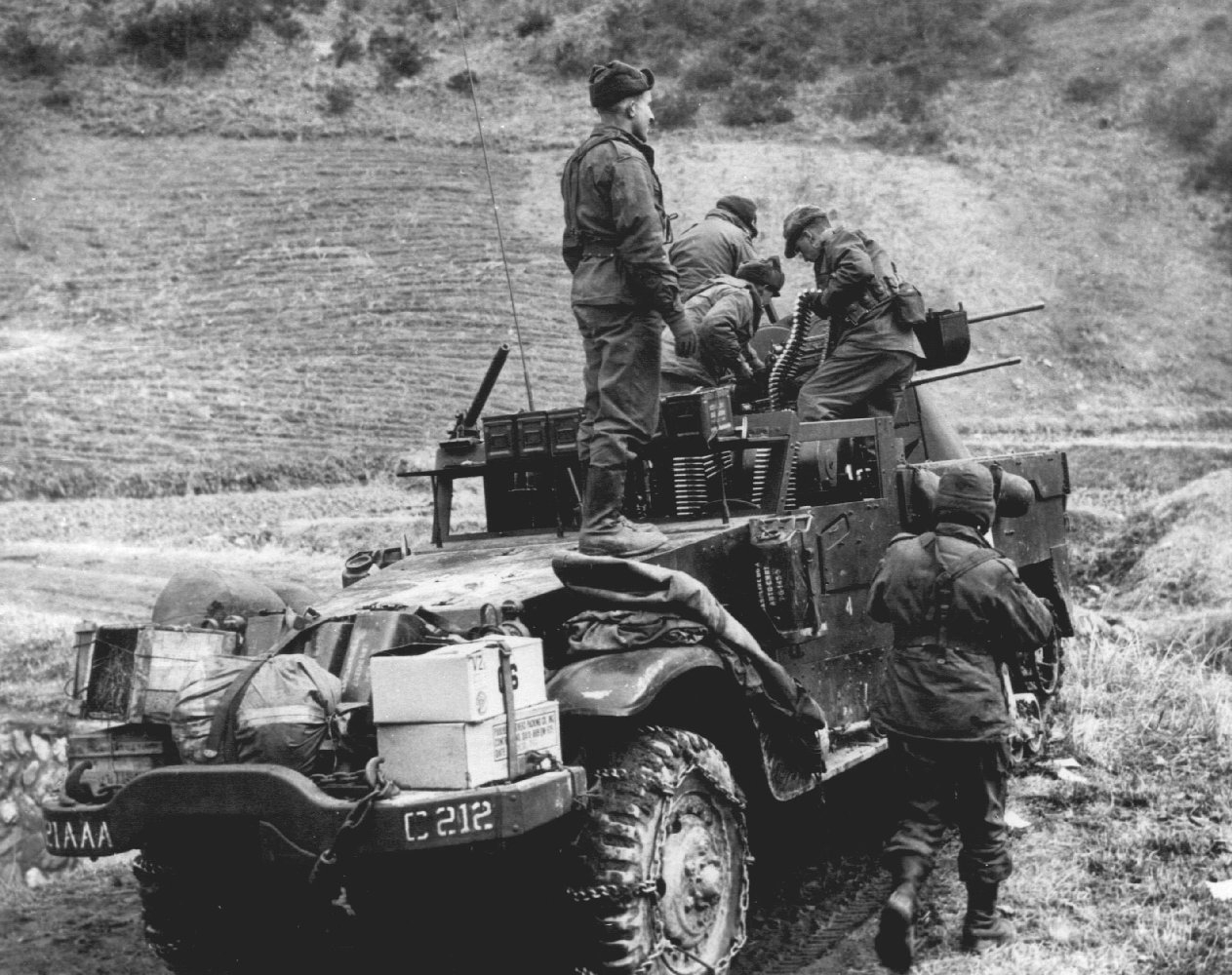
Quad 50 montata su un M3 Half-track, chiamato M16 MGMC (Machine Gun Motor Carriage) in questa configurazione

La Quadmount venne impiegata dall'United States Army durante le varie battaglie in territorio europeo della seconda guerra mondiale sia come arma antiaerea sia come pezzo d'artiglieria semovente.
Si rivelò estremamente efficace per la neutralizzazione dei velivoli della Luftwaffe in volo radente o bombardamento in picchiata. Essa era notoriamente trainata dai camion GMC da due tonnellate e mezzo o era integrata su semicingolati come il semovente antiaereo M16 MGMC.
Le Browning M2 calibro .50 montate sulla torretta erano alimentate a nastro (generalmente raccolto in una scatola), avevano un raffreddamento ad aria e soffrivano di un pesante rinculo.
Con l'avvento degli aerei militari con propulsione a reazione, quest'arma perse ogni valore per l'impiego antiaereo, ma fu ancora efficacemente utilizzata come arma anti-fanteria durante la guerra del Vietnam.